# Centro do Guilherme
Centro do Guilherme is een gemeente in de Braziliaanse deelstaat Maranhão. De gemeente telt 7.432 inwoners (schatting 2009).